# Seciurile
Seciurile – wieś w Rumunii, w okręgu Gorj, w gminie Roșia de Amaradia. W 2011 roku liczyła 642 mieszkańców.